# Zlatna kolekcija – Hari Rončević
Zlatna kolekcija je 14. album hrvatskog pjevača Harija Rončevića koji sadrži 40 pjesama na 2 CD-a. Objavljen je 2009. godine.

## Popis pjesama
CD 1:
1. "Još tvog je poljupca na mojim usnama" (4:14)
2. "Moje si more" (3:21)
3. "Evo me gren" (3:53)
4. "Napuštam sve" (4:08)
5. "Još ne znam kud s tobom" (3:46)
6. "Kada jednom ovom zafalim se tilu" (3:01)
7. "Više ne želim te" (3:52)
8. "Kad srce pronadje put" (3:02)
9. "Zauvik odlazim" (3:44)
10. "Kome ćeš sad" (3:35)
11. "I sve dok dišem" (3:13)
12. "Ti si moj san" (4:07)
13. "Ako mi još jednom oprostiš" (3:32)
14. "Dok si uz mene" (4:00)
15. "Ljubav boli" (3:24)
16. "Ne priznajem bol" (4:21)
17. "Zauvijek ostat ću mlad" (3:43)
18. "Di bura lomi čemprese" (4:23)
19. "Tamo di mi sunce sja" (3:51)
20. "Moj lipi andjele" (uživo, 4:45)

CD 2:
1. "Getanin" (4:25)
2. "Mulac" (3:33)
3. "Dalmacija" (4:32)
4. "Neću ić' vanka" (3:05)
5. "Splite, volim te" (3:43)
6. "Žigolo" (4:48)
7. "Butovnik s razlogom" (3:55)
8. "Japan - New York" (3:58)
9. "Sanja" (3:08)
10. "Marina" (3:43)
11. "Sakupljači dugova" (3:04)
12. "Nazovi me" (3:45)
13. "Pričaš mi" (3:32)
14. "Ti si na zapadu" (3:53)
15. "Budi tu" (3:59)
16. "Da li želiš ljubav svu" (3:36)
17. "Obrazi od silikona" (4:10)
18. "Ni da mora nestane" (3:45)
19. "Kad bi se moga rodit" (3:44)
20. "Sine moj" (3:56)